# Dietrich Heindl
Dietrich Heindl (* 27. Mai 1942 in Klosterneuburg) ist ein ehemaliger österreichischer Politiker (ÖVP) und Berufsschuldirektor. Er war von 1988 bis 1993 Abgeordneter zum Landtag von Niederösterreich.
Heindl besuchte eine Höhere Technische Lehranstalt (HTL) und schloss seine Ausbildung mit der Matura ab. Er trat in der Folge in den Dienst des Landes Niederösterreich und wurde 1969 Berufsschullehrer beim Landesschulrat in Niederösterreich. Schließlich übernahm er das Amt des Direktors der Berufsschule in Stockerau. Heindl war von 1978 bis 1993 Bürgermeister von Königstetten und vertrat die Österreichische Volkspartei vom 15. Dezember 1988 bis zum 7. Juni 1993 im Niederösterreichischen Landtag. Er war 5 Jahre Bezirksobmann der ÖVP Tulln und ist Ehrenobmann seit 1993. Er führte Königstetten mit Zuwanderungsraten nahe 30 % zu einer strukturell modernen Gemeinde. Er wurde für seine Leistungen mit dem Ehrenring und der Ehrenbürgerschaft der Marktgemeinde Königstetten ausgezeichnet. 2022 benannte der Gemeinderat Königstetten eine neue Aufschließungsstraße nach ihm, als Auszeichnung für sein Lebenswerk.
1975 gründet er die Pfadfindergruppe in Königstetten und war 1989 Initiator der Umweltgruppe FUER, welche er als Gemeindeinstitution errichtete. Mit Erwin Bichler erarbeitete er eine Heurigenverordnung, die noch heute garantiert, dass lückenlos ein Heuriger in Königstetten offen hat. Auch die Errichtung des Schützenheimes und des Fußball-Clubhauses, sowie die Gründung des Tennisvereines fällt in seine Amtszeit. 2001 errichtete er den Planetenweg sowohl als Wanderweg von Königstetten zur Hagenbachklamm bzw. zum Passauerhof und für die Biker zur Donau in Muckendorf. 1993 bis 2002 war er erster Vorsitzender der Sektion Königstetten des Österreichischen Alpenvereins. Da wurde das Vereinsheim gekauft und erweitert. 2011 übernahm er nochmals die Führung in dieser Sektion, hat jedoch den Verein auf ein Geschäftsführersystem umgebaut. Er übergab die Sektion 2018 mit mehr als 600 Mitgliedern seinem Nachfolger.
Heindl führte die Standesbezeichnung Ingenieur.